# Skok svaba
Skok svaba (лат.) — ископаемый вид прыгающих тараканов, единственный в составе рода Skok, выделяемый в монотипическое семейство Skokidae. Юрский период, карабастауская свита (около 160 млн лет; Каратау, Казахстан).

## Описание
Длина передних крыльев 7,7 — 8,1 мм. Мелкий вид с частично латерально сжатым телом, голова очень маленькая (не прогнатная) и с длинными пальпами; переднеспинка с параноталиями редуцирована; ноги с редуцированными шипами и килями, передние и средние лапки редуцированы, задние лапки прыгательные, в 1,5 раза длиннее всего тела, с опорным гребнем; яйцеклад редуцирован. Передние крылья симметричные, удлинённые, с длинными разветвлёнными ветвями жилки Sc, простыми ветвями R, перекрывающими вершину M, упрощённым CuA и очень узким клавусом. Задние крылья с упрощённым жилкованием, но богатым М. Усики нитевидные, очень длинные (в 1,5 раза длиннее тела), содержат около 130 члеников.

## Таксономия и этимология
Вид был впервые описан в 2007 году по типовым материалам из карабастауской свиты Юрского периода (Каратау, Казахстан), выделен в отдельные род Skok и семейство Skokidae. У Skok svaba менее развиты прыгательные конечности, чем у его современного дальнего родственника Saltoblattella montistabularis. Название рода Skok происходит от словацкого слова «skok», означающее «прыжок». Название вида S. svaba происходит от словацкого слова «šváb» («таракан»).
В 2024 году включён в надсемейство Raphidiomimoidea Vishniakova, 1973, куда отнесены Skokidae вместе с семействами Caloblattinidae, Phyloblattidae Schneider, 1983; Liberiblattinidae Vršanský, 2002; Raphidiomimidae Vishniakova, 1973; Manipulatoridae Vršanský et Bechly, 2015; Latiblattidae Vršanský, 2024; и возможно Voltziablatta‐group.